# غيوم هوارو
غيلوم وارو (بالفرنسية: Guillaume Hoarau)‏ (مواليد 5 مارس 1984 في سانت لويس - فرنسا) لاعب كرة قدم فرنسي يلعب حاليا لصالح نادي الدرجة الأولى باريس سان جيرمان الفرنسي منذ 2008 في مركز المهاجم .

## روابط خارجية
- غيوم هوارو على موقع إي إس بي إن إف سي (الإنجليزية)
- غيوم هوارو على موقع قاعدة بيانات كرة القدم.إي يو (الإنجليزية)
- غيوم هوارو على موقع ليكيب (الفرنسية)
- غيوم هوارو على موقع ناشيونال فوتبول تيمز (الإنجليزية)
- غيوم هوارو على موقع Soccerbase.com (لاعب) (الإنجليزية)
- غيوم هوارو على موقع Soccerway.com (الإنجليزية)
- غيوم هوارو على موقع عالم كرة القدم.نت (الإنجليزية)
- غيوم هوارو على موقع كووورة
- غيوم هوارو على موقع AS.com (الإسبانية)